# Мніховиці (Великопольське воєводство)
Мніховиці (пол. Mnichowice) — село в Польщі, у гміні Бралін Кемпінського повіту Великопольського воєводства.
Населення — 293 особи (2011).
У 1975-1998 роках село належало до Каліського воєводства.

## Демографія
Демографічна структура станом на 31 березня 2011 року:
|          | Загалом | Допрацездатний вік | Працездатний вік | Постпрацездатний вік |
| -------- | ------- | ------------------ | ---------------- | -------------------- |
| Чоловіки | 149     | 29                 | 103              | 17                   |
| Жінки    | 144     | 21                 | 83               | 40                   |
| Разом    | 293     | 50                 | 186              | 57                   |